# Lanciatore medio
Un lanciatore medio è un vettore spaziale in grado di sollevare e mandare carichi utili di un peso compreso tra 2 e 20 tonnellate in orbita terrestre bassa (LEO).
Questa classe di lanciatori è intermedia tra i lanciatori pesanti e quelli di classe leggera.

## Confronto tra alcuni lanciatori medi

### Operativi
| Lanciatore         | Paese                  | Costruttore                                       | Massa in LEO (kg)                                   | Massa in altre orbite (kg)                                                    | Lanci | Primo volo |
| ------------------ | ---------------------- | ------------------------------------------------- | --------------------------------------------------- | ----------------------------------------------------------------------------- | ----- | ---------- |
| Falcon 9 Block 5   | Stati Uniti            | SpaceX                                            | 17 400 (riutilizzabile) 22 800 (non riutilizzabile) | 5 500 in GTO (riutilizzabile) 8 300 in GTO (non riutilizzabile) 4 020 a Marte | 331   | 2018       |
| Sojuz-2/Sojuz ST   | Russia                 | TsSKB-Progress                                    | 8 200                                               | 3 250 in GTO 4 400 in SSO                                                     | 175   | 2006       |
| Lunga Marcia 4B/4C | Cina                   | SAST                                              | 4 200                                               | 1 500 in GTO 2 800 in SSO                                                     | 101   | 1999       |
| Atlas V            | Stati Uniti            | United Launch Alliance                            | 18 850                                              | 8 900 in GTO                                                                  | 99    | 2002       |
| Zenit-3            | Ucraina                | Yuzhmash                                          | 7 000                                               | 6 160 in GTO                                                                  | 84    | 1999       |
| Lunga Marcia 2D    | Cina                   | SAST                                              | 3 500                                               | 1 300 in SSO                                                                  | 89    | 1992       |
| Lunga Marcia 3B/E  | Cina                   | Accademia cinese di tecnica dei lanciatori (CALT) | 11 500                                              | 5 500 in GTO 6 900 in SSO                                                     | 82    | 2007       |
| Lunga Marcia 2C    | Cina                   | Accademia cinese di tecnica dei lanciatori (CALT) | 3 850                                               | 1 900 in SSO                                                                  | 77    | 1982       |
| PSLV               | India                  | ISRO                                              | 3 800                                               | 1 200 in GTO 1 750 in SSO                                                     | 60    | 1993       |
| H-IIA              | Giappone               | Mitsubishi                                        | 10 000-15 000                                       | 4,100-6 000 in GTO                                                            | 48    | 2001       |
| Lunga Marcia 3A    | Cina                   | Accademia cinese di tecnica dei lanciatori (CALT) | 6 000                                               | 2 600 in GTO 5 000 in SSO                                                     | 27    | 1994       |
| Lunga Marcia 2F    | Cina                   | Accademia cinese di tecnica dei lanciatori (CALT) | 8 400                                               | 3 500 in GTO                                                                  | 23    | 1999       |
| Lunga Marcia 3C    | Cina                   | Accademia cinese di tecnica dei lanciatori (CALT) | 9 100                                               | 3 800 in GTO 6 500 in SSO                                                     | 18    | 2008       |
| GSLV               | India                  | ISRO                                              | 5 000                                               | 2 700 in GTO                                                                  | 16    | 2010       |
| Lunga Marcia 7/7A  | Cina                   | Accademia cinese di tecnica dei lanciatori (CALT) | 13 500                                              | 5 500 in SSO 7 000 in GTO                                                     | 14    | 2016       |
| Sojuz-2.1v         | Russia                 | TsSKB-Progress                                    | 2 800                                               | 1 400 in SSO                                                                  | 9     | 2013       |
| LVM 3              | India                  | ISRO                                              | 10 000                                              | 4 000 in GTO                                                                  | 7     | 2017       |
| Lunga Marcia 6A    | Cina                   | Accademia cinese di tecnica dei lanciatori (CALT) |                                                     | 4 500 in SSO                                                                  | 5     | 2022       |
| Nuri               | Corea del Sud          | KARI                                              | 3 300                                               | 1 900 in SSO (700 km)                                                         | 3     | 2022       |
| Lunga Marcia 8     | Cina                   | Accademia cinese di tecnica dei lanciatori (CALT) | 8 100                                               | 4 500 in SSO                                                                  | 3     | 2020       |
| Angara 1.2         | Russia                 | Khrunichev                                        | 3 500                                               |                                                                               | 2     | 2022       |
| Zhuque-2           | Cina                   | LandSpace                                         | 6 000                                               | 4 000 in SSO (500 km)                                                         | 3     | 2022       |
| Vega C             | Unione europea         | Avio                                              |                                                     | 2 200 in SSO (700 km)                                                         | 2     | 2022       |
| H3                 | Giappone               | Mitsubishi Heavy Industries                       |                                                     | 7 900 in GTO 4 000 in SSO                                                     | 2     | 2023       |
| Gravity-1          | Cina                   | Orienspace                                        | 6 500                                               | 4 000 in SSO                                                                  | 1     | 2024       |
| Ariane 6 (A62)     | Francia Unione europea | ArianeGroup                                       | 10 350                                              | 4 500 in GTO, 7 200 in SSO, 3 500 per TLI                                     | 2     | 2024       |

1. ↑  Il produttore principale è francese, ma al razzo hanno contribuito in modo significativo aziende con sede in Germania, Italia, Spagna, Belgio, Austria, Svizzera e Svezia.

## In sviluppo
| Lanciatore       | Paese                     | Costruttore                        | Massa in LEO (kg)                                  | Massa in altre orbite (kg)                                | Primo volo previsto |
| ---------------- | ------------------------- | ---------------------------------- | -------------------------------------------------- | --------------------------------------------------------- | ------------------- |
| Antares 330      | Stati Uniti               | Northrop Grumann                   | 10 500                                             |                                                           | 2025                |
| Neutron          | Nuova Zelanda Stati Uniti | Rocket Lab                         | 13 000                                             |                                                           | 2025                |
| Pallas-1         | Cina                      | Galactic Energy                    | 5 000                                              | 3 000 in SSO                                              | 2024                |
| MLV              | Stati Uniti               | Firefly Aerospace                  | 14 000                                             |                                                           | 2025                |
| Irtysh           | Russia                    | Progress Rocket Space Centre       | 18 000                                             | 5 000 in GTO                                              | 2025                |
| Lunga Marcia 10A | Cina                      | CALT                               | 14 000                                             |                                                           | >2026               |
| NGLV             | India                     | Indian Space Research Organisation | 1 000 (riutilizzabile) 20 000 (non riutilizzabile) | 5 000 (riutilizzabile) 10 000 (non riutilizzabile) in GTO | 2030                |

### Ritirati
| Lanciatore                           | Paese                    | Costruttore                 | Massa in LEO (kg)                 | Massa in altre orbite (kg)  | Lanci | Primo volo | Ultimo volo |
| ------------------------------------ | ------------------------ | --------------------------- | --------------------------------- | --------------------------- | ----- | ---------- | ----------- |
| Vostok                               | Unione Sovietica         | RSC Energia                 | 4 730                             |                             | 163   | 1958       | 1991        |
| Saturn I                             | Stati Uniti              | Chrysler & Douglas          | 9 000                             |                             | 10    | 1961       | 1965 long   |
| Atlas-Centaur                        | Stati Uniti              | Lockheed                    | 5 100                             |                             | 61    | 1962       | 1983        |
| Titan II GLV                         | Stati Uniti              | Martin                      | 3 580                             |                             | 12    | 1964       | 1966        |
| Titan IIIC                           | Stati Uniti              | Martin                      | 13 100                            | 3 000 in GTO 1,200 in TMI   | 36    | 1965       | 1982        |
| Molniya-M                            | Unione Sovietica Russia  | TsSKB-Progress              | 2 400                             |                             | 280   | 1965       | 2010        |
| Proton-K                             | Unione Sovietica Russia  | Khrunichev                  | 19 760                            |                             | 311   | 1965       | 2012        |
| Sojuz original                       | Unione Sovietica         | OKB-1                       | 6 450                             |                             | 32    | 1966       | 1975        |
| R-36 Cyklon                          | Unione Sovietica Ucraina | Yuzhmash                    | 2,820-5,250 (secondo le varianti) | 500-910 in GTO              | 236   | 1967       | 2009        |
| Sojuz-L                              | Unione Sovietica         | OKB-1                       | 5 500                             |                             | 3     | 1970       | 1971        |
| Titan IIID                           | Stati Uniti              | Martin                      | 12 300                            |                             | 22    | 1971       | 1982        |
| Sojuz-M                              | Unione Sovietica         | OKB-1                       | 6 600                             |                             | 8     | 1971       | 1976        |
| Sojuz-U                              | Unione Sovietica Russia  | TsSKB-Progress              | 6 900                             |                             | 786   | 1973       | 2017        |
| Feng Bao 1                           | Cina                     | Shanghai Bureau No.2        | 2 500                             |                             | 8     | 1973       | 1981        |
| Lunga Marcia 2A                      | Cina                     | CALT                        | 2 000                             |                             | 4     | 1974       | 1976        |
| Titan IIIE                           | Stati Uniti              | Martin Marietta             | 15 400                            | 3 700 in TMI                | 7     | 1974       | 1977        |
| Delta 3920–5920                      | Stati Uniti              | Douglas                     | 3 452–3,848                       |                             | 30    | 1980       | 1990        |
| N-II                                 | Giappone                 | Mitsubishi                  | 2 000                             |                             | 8     | 1981       | 1987        |
| Sojuz-U2                             | Unione Sovietica         | TsSKB-Progress              | 7 050                             |                             | 72    | 1982       | 1995        |
| Atlas G                              | Stati Uniti              | Lockheed                    | 5 900                             |                             | 7     | 1984       | 1989        |
| Lunga Marcia 3                       | Cina                     | CALT                        | 5 000                             | 1 340 in GTO                | 14    | 1984       | 2000        |
| Zenit-2                              | Unione Sovietica Ucraina | Yuzhnoye                    | 13 740                            |                             | 36    | 1985       | 2004        |
| H-I                                  | Giappone                 | Mitsubishi                  | 3 200                             | 1 100 in GTO                | 9     | 1986       | 1992        |
| Lunga Marcia 4A                      | Cina                     | SAST                        | 4 000                             |                             | 2     | 1988       | 1990        |
| Ariane 4                             | Francia                  | Aérospatiale                | 7 600                             | 4 800 in GTO                | 116   | 1988       | 2003        |
| Delta II                             | Stati Uniti              | United Launch Alliance      | 6 100                             | 2 170 in GTO 1,000 to HCO   | 156   | 1989       | 2018        |
| Atlas I, II, III                     | Stati Uniti              | Lockheed                    | 5 900–8,686                       | 2 340–4,609 in GTO          | 80    | 1990       | 2005        |
| Lunga Marcia 2E                      | Cina                     | CALT                        | 9 200                             |                             | 7     | 1990       | 1995        |
| H-II / IIS                           | Giappone                 | Mitsubishi                  | 10 060                            | 4 000 in GTO                | 7     | 1994       | 1999        |
| Ariane 5 G/GS                        | Francia                  | Arianespace                 | 16 000                            | 6 950 in GTO                | 117   | 1996       | 2023        |
| Lunga Marcia 3B                      | Cina                     | CALT                        | 11 200                            | 5 100 in GTO 5,700 in SSO   | 12    | 1996       | 2012        |
| Delta III                            | Stati Uniti              | Boeing                      | 8 290                             | 3 810 in GTO                | 3     | 1998       | 2000        |
| Dnepr                                | Ucraina                  | Yuzhmash                    | 4 500                             | 2 300 in GTO 550 per la TLI | 22    | 1999       | 2015        |
| Sojuz-FG                             | Russia                   | TsSKB-Progress              | 6 900                             |                             | 70    | 2001       | 2019        |
| GSLV Mk I                            | India                    | ISRO                        | 4,000                             | 2,150 in GTO                | 6     | 2001       | 2010        |
| H-IIB                                | Giappone                 | Mitsubishi Heavy Industries | 19 000                            | 8 000 in GTO                | 9     | 2009       | 2020        |
| Falcon 9 v1.0                        | Stati Uniti              | SpaceX                      | 10 450                            | 4 540 in GTO                | 5     | 2010       | 2013        |
| Antares 110–130                      | Stati Uniti              | Orbital Sciences            | 5 100                             | 1 500 in SSO                | 5     | 2013       | 2014        |
| Falcon 9 v1.1                        | Stati Uniti              | SpaceX                      | 13 150                            | 4 850 in GTO                | 15    | 2013       | 2016        |
| Falcon 9 Full Thrust (prima Block 5) | Stati Uniti              | SpaceX                      | 15 600+                           | 7 075+ in GTO               | 63    | 2015       | 2018        |
| Antares 230                          | Stati Uniti              | Northrop Grumman            | 8 000                             | 3 000 in SSO                | 13    | 2016       | 2023        |